# Зараче
Зараче (хорв. Zaraće) — населений пункт у Хорватії, у Сплітсько-Далматинській жупанії у складі міста Хвар.

## Населення
Населення за даними перепису 2011 року становило 14 осіб.
Динаміка чисельності населення поселення:

## Клімат
Середня річна температура становить 15,81 °C, середня максимальна – 27,63 °C, а середня мінімальна – 3,67 °C. Середня річна кількість опадів – 717 мм.
| Клімат поселення                              | Клімат поселення | Клімат поселення | Клімат поселення | Клімат поселення | Клімат поселення | Клімат поселення | Клімат поселення | Клімат поселення | Клімат поселення | Клімат поселення | Клімат поселення | Клімат поселення | Клімат поселення |
| Показник                                      | Січ.             | Лют.             | Бер.             | Квіт.            | Трав.            | Черв.            | Лип.             | Серп.            | Вер.             | Жовт.            | Лист.            | Груд.            |                  |
| Середній максимум, °C                         | 13,35            | 11,81            | 13,91            | 17,18            | 21,86            | 25,89            | 27,63            | 27,58            | 23,48            | 19,35            | 15,25            | 13,59            |                  |
| Середня температура, °C                       | 9,29             | 7,73             | 9,84             | 13,11            | 17,79            | 21,81            | 24,82            | 24,80            | 20,71            | 16,55            | 12,45            | 10,81            |                  |
| Середній мінімум, °C                          | 5,20             | 3,67             | 5,76             | 9,04             | 13,71            | 17,75            | 22,04            | 22,01            | 17,92            | 13,75            | 9,65             | 8,02             |                  |
| Норма опадів, мм                              | 70               | 57               | 63               | 57               | 47               | 38               | 24               | 41               | 60               | 80               | 96               | 84               |                  |
| Середньомісячна швидкість вітру, м/с          | 3.85             | 4.07             | 4.06             | 3.73             | 3.25             | 2.95             | 2.97             | 2.83             | 3.20             | 3.47             | 4.28             | 4.25             |                  |
| Середньомісячна сонячна радіація, кДж/м²·день | 5690             | 8440             | 12165            | 16686            | 20694            | 23466            | 25044            | 22029            | 16386            | 10670            | 6146             | 4822             |                  |
| --------------------------------------------- | ---------------- | ---------------- | ---------------- | ---------------- | ---------------- | ---------------- | ---------------- | ---------------- | ---------------- | ---------------- | ---------------- | ---------------- | ---------------- |
| Джерело:                                      |                  |                  |                  |                  |                  |                  |                  |                  |                  |                  |                  |                  |                  |